# Анегрет Рихтер
Анегрет Рихтер ( (рођена Ирганг   Дортмунд 13. октобар 1950) бивша немачка  атлетичарка  која се  специјализовала са спринтерске дисциплине на  100 м и 200 м. Комплетну каријеру провео је као је представник Западне Немачке. Била је 1970. једна од најбољих светских тркача на 100 метара, постала олимпијска победница 1972. и 1976, освојила је две олимпијске сребрне медаље, а 1976. поставила је и светски рекорд у трци на 100 метара.

## Живот и каријера
Такмичећи се под девојачким презименом Ирганг, учествовала је на 1. Европском првенству у дворани 1970. у Бечу где је у трци на 60 метара| заузела 6 место.  Следеће године на истом такмичењу у Софији освојила је бронзану медаљу  и златну на  Европском првенству 1971. у Хелсинкију са штафетом 4 х 100 метара.  Штафета је трчала у саставу: Елфгард Шитенхелм, Инге Хелтен, Анегрет Ирганг, Ингрид Миклер Бекер.
У току 1972. освојила је на Европском дворанском првенству у Греноблу сребрну медаљу у трци на 50 метара на резултатом 6,28 с у времену новог националног рекорда Западне Немачке  . Исте године на Олимпијским играма у Минхену завршила је  као пета у трци на 100 метара  и победила са штафетом 4 х 100 метара  у саставу Кристина Краузе,Ингрид Миклер-Бекер, Рихетер,  Хајде Розендал у времену светског рекорда 42,81 с. 
На Европском првенству у дворани 1973. у Ротердаму освојила је две златне медаље. Прву у  трчању на 60 метара где је резултатима у полуфиналу (7,29) и финалу 7,27) поставила нове светске рекорде. , Следеће године била је седма у трци на 60 метара нана у Гетеборгу., У Риму на Европском првенствуна  на отвореном 1975. била је  пета на 100 метара  и освојила сребну медаљу са штафетом 4 х 100 метара.  Штафета је трчала у саставу: Елфгард Шитернхелм, Анегрет Кронингер, Анегрет Рихтер, и Инге Хелтен.
Највеће успехе постигла је на Олимпијским играма 1976. у Монтреалу, освојивши три медаље. У трци на 100 метара освојила златну медаљу, победивши своју сјајну ривалку бившу светску рекордерку Ренату Штехер.  Неколико недеља пре Олимпијских игара њена колегица из штафете Инге Хелтен поставила је светски рекорд на 100 метара са 11,04 секунде, што је Рихтерова побољшала на 11,01 секунду у олимпијском полуфиналу.  Друге две медље су сребрне, а освојила их је у трци на 200 м   и 
и са штафетом 4 х 100 м   Штафета је трчала у саставу: Елвира Посекел, Инге Хелтен	Рихтер  и Ане Кронингер
Након што је Марлис Гер из Источне Немачке 1977. године поставила светски рекорд од 10,88 с, Рихтерова је завршио каријеру. Циљ да буде прва жена која је трчала мање од 11 секунди више није био достижан. Повратак је започела 1979. године потврдивши своје најбоље време са 11,01 с.

## Лични рекорди
| Дисциплина           | Резултат | Датум и место                                  |
| -------------------- | -------- | ---------------------------------------------- |
| 50 м (дворана)       | 6,28 с   | 12. март 1972, Греноблe                        |
| 60 м (дворана)       | 7,24 с   | 19. фебруар 1977, Дортмунд                     |
| 100 метара           | 11,0 с   | 3. септембар 1976, Ален(ручно мерено)          |
| 100 метара           | 11,01 с  | 25. јул 1976, Монтреал (1979 поново постигнут) |
| 200 метара           | 22,39 с  | 28. јул 1976, Монтреал                         |
| 200 метара (дворана) | 23,22 с  | 26.фебруар 1977, Зинделфинген                  |